# ملعب سومهلولو الوطني
ملعب سومهلولو الوطني هو ملعب متعدد الاستخدام يقع في لوبامبا عاصمة سوازيلند . غالبا ما يتم استخدامه لمباريات كرة القدم . يسع الملعب لجلوس 20 ألف متفرج . يعتبر الملعب الرسمي الذي يخوض فيه منتخب سوازيلند مبارياته الدولية . تم بنائه في سنة 1968 .